# Mora (freguesia)
Mora es una freguesia portuguesa del concelho de Mora, con 127,59 km² de superficie y 2819 habitantes (2001). Su densidad de población es de 22,1 hab/km².

## Galería

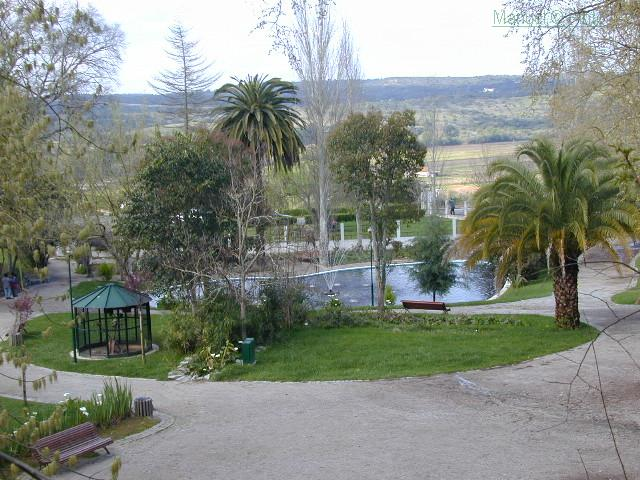
Jardín público en la freguesia de Mora.